# Peru Nolaskoain Esnal
Peru Nolaskoain Esnal (Zumaia, Guipúscoa, 25 d'octubre de 1998) és un futbolista basc que juga en la demarcació de defensa central o migcampista a la SD Eibar.

## Carrera esportiva
Nolaskoain es va iniciar al planter del Zumaiako FT, equip de la seva localitat natal, fins al 2014.Aquell mateix any va passar a l'Antiguoko de Sant Sebastià, on va passar una temporada abans d'incorporar-se a l'equip juvenil de l'Athletic Club el 2015.Després d'una campanya com a juvenil blanc-i-vermell, on va aconseguir catorze gols, va passar al Bilbao Athletic. El 21 d'agost de 2016, en el seu debut amb el filial, va marcar gol en una victòria per 3 a 0 davant la UD Socuéllamos. El 2018, després de dues campanyes en el filial, Eduardo Berizzo el va incorporar a la primera plantilla de l'Athletic per realitzar la pretemporada, al costat d'altres sis joves jugadors, assignant-li el lloc de defensa central.
El 20 d'agost de 2018, en el seu debut en Primera Divisió, va marcar el primer gol del partit en la victòria per 2 a 1 davant el CD Leganés als 27 minuts, després de rematar de cap un servei de córner. Va continuar participant amb assiduïtat durant els primers i, fins i tot, va aconseguir el seu segon gol de cap en un empat davant el Getafe CF (1-1). No obstant això, malgrat les seves bones actuacions, va jugar la majoria dels partits amb el filial en Segona B.
El 9 d'agost de 2019 va ser cedit per una temporada al RC Esportiu de La Corunya.

## Internacional
Nolaskoain va ser internacional sub-19 i sub-20 amb la selecció espanyola. Amb el combinat sub-20 es va proclamar campió del torneig amistós internacional de la Alcudia en 2016, aconseguint dos gols.